# Episodi di Best Ed
La prima e unica stagione della serie animata Best Ed, composta da 26 episodi (52 segmenti), è stata trasmessa in Canada da Teletoon dal 3 ottobre 2008 al 22 giugno 2009.
In Italia la stagione è stata trasmessa dal 15 giugno al 10 luglio 2009 su Cartoon Network.
| nº  | Titolo originale               | Titolo italiano                    | Prima TV USA    | Prima TV Italia |
| --- | ------------------------------ | ---------------------------------- | --------------- | --------------- |
| 1a  | Rub my Ed For Luck             | La caccia al tesoro fortunata      | 5 ottobre 2009  | 15 giugno 2009  |
| 1b  | Best Ediquette                 | L'aspetto conta tutto              | 5 ottobre 2009  | 15 giugno 2009  |
| 2a  | Crossing Dogs                  | Ed il sostituto                    | 5 ottobre 2009  | 16 giugno 2009  |
| 2b  | Squeals on The Bus             | Disastri sul bus                   | 5 ottobre 2009  | 16 giugno 2009  |
| 3a  | Smarti Pants                   | Intelligenza superiore             | 6 ottobre 2009  | 17 giugno 2009  |
| 3b  | Sock It To Him                 | Buddy calzino                      | 6 ottobre 2009  | 17 giugno 2009  |
| 4a  | Driver's Ed                    | Il rinnovo della patente           | 6 ottobre 2009  | 18 giugno 2009  |
| 4b  | Go Cart Go                     | Gara di go-cart                    | 6 ottobre 2009  | 18 giugno 2009  |
| 5a  | Nightmare on Sweet Street      | La leggenda di Senzapane Uomergese | 3 ottobre 2008  | 19 giugno 2009  |
| 5b  | Cat Fright!                    | Un mistero da compleanno           | 3 ottobre 2008  | 19 giugno 2009  |
| 6a  | Ed & Breakfast                 | La locanda Dolci Sonni             | 7 ottobre 2009  | 20 giugno 2009  |
| 6b  | Tooth or Consequences          | Visita dal dentista                | 7 ottobre 2009  | 20 giugno 2009  |
| 7a  | Lost in Place                  | Sperduti nel parco                 | 8 ottobre 2009  | 21 giugno 2009  |
| 7b  | Scouts Dishonour               | Le medaglie                        | 8 ottobre 2009  | 21 giugno 2009  |
| 8a  | Chinese Please                 | Dalla Cina con furore              | 8 ottobre 2009  | 22 giugno 2009  |
| 8b  | The Unhappy Sandals            | I sandali perduti                  | 8 ottobre 2009  | 22 giugno 2009  |
| 9a  | Perfect-O                      | Il robot tuttofare                 | 9 ottobre 2009  | 23 giugno 2009  |
| 9b  | Sleep Wrecker                  | Una notte movimentata              | 9 ottobre 2009  | 23 giugno 2009  |
| 10a | The Night Before Hoppenscotch  | La vigilia di Campanacciale        | 9 ottobre 2009  | 24 giugno 2009  |
| 10b | Yeederhosers                   | Missione in montagna               | 9 ottobre 2009  | 24 giugno 2009  |
| 11a | My Fair Laddies                | Le nuove identità                  | 13 ottobre 2009 | 25 giugno 2009  |
| 11b | Confined to Ed                 | Il morbillo di Ed                  | 13 ottobre 2009 | 25 giugno 2009  |
| 12a | Local Zeroes                   | Celebrità per sbaglio              | 13 ottobre 2009 | 26 giugno 2009  |
| 12b | Outside Inmates                | In prigione                        | 13 ottobre 2009 | 26 giugno 2009  |
| 13a | To Yee or not to Yee           | Basta dire "Sì"                    | 14 ottobre 2009 | 27 giugno 2009  |
| 13b | The Mighty Measle Role         | Il prescelto                       | 14 ottobre 2009 | 27 giugno 2009  |
| 14a | Follow the Yeeder              | Ed il leader                       | 14 ottobre 2009 | 28 giugno 2009  |
| 14b | Come Fly with Yee              | Un volo disastroso                 | 14 ottobre 2009 | 28 giugno 2009  |
| 15a | Paws for Alarm                 | Gemelli troppo pericolosi          | 15 ottobre 2009 | 29 giugno 2009  |
| 15b | Send in The Klownmans          | Pagliacci nel quartiere            | 15 ottobre 2009 | 29 giugno 2009  |
| 16a | Chamele-Ed                     | Ed il finto supereroe              | 15 ottobre 2009 | 30 giugno 2009  |
| 16b | Camp Camaraderie               | La corsa ad ostacoli amichevole    | 15 ottobre 2009 | 30 giugno 2009  |
| 17a | Squirrel's Gone Wild           | Buddy impazzisce                   | 16 ottobre 2009 | 1 luglio 2009   |
| 17b | Ed Waiter                      | Ed cameriere                       | 16 ottobre 2009 | 1 luglio 2009   |
| 18a | Missing Mittens Mission        | La fabbrica dei guanti             | 16 ottobre 2009 | 2 luglio 2009   |
| 18b | Talking Ed                     | Buddy il ventriloquo               | 16 ottobre 2009 | 2 luglio 2009   |
| 19a | Lost Ed Found                  | Il regalo perduto di Ed            | 19 ottobre 2009 | 3 luglio 2009   |
| 19b | Peddle Me Nuts                 | Lezioni di monociclo               | 19 ottobre 2009 | 3 luglio 2009   |
| 20a | Aye Robots                     | La battaglia dei robot             | 19 ottobre 2009 | 4 luglio 2009   |
| 20b | Where No Buddy Has Gone Before | Buddy l'innamorato                 | 19 ottobre 2009 | 4 luglio 2009   |
| 21a | Uncommon Scents                | La lacca della bellezza            | 20 ottobre 2009 | 5 luglio 2009   |
| 21b | A Pox on Thee Now              | La maledizione di Buddy            | 20 ottobre 2009 | 5 luglio 2009   |
| 22a | No Buddy's Hero                | Ed il salvatore                    | 20 ottobre 2009 | 6 luglio 2009   |
| 22b | An Arm-Yee of One              | Buddy il badante                   | 20 ottobre 2009 | 6 luglio 2009   |
| 23a | Memor-Yee Loss                 | Ed perde la memoria                | 21 ottobre 2009 | 7 luglio 2009   |
| 23b | Long Bark of The Law           | La grande fuga di Ed               | 21 ottobre 2009 | 7 luglio 2009   |
| 24a | King Tut-Tut's Nut             | Bloccati nel caveau                | 21 ottobre 2009 | 8 luglio 2009   |
| 24b | Gym Dandy!                     | L'allenamento di Buddy             | 21 ottobre 2009 | 8 luglio 2009   |
| 25a | Ed for Sale                    | Vendesi Ed                         | 22 ottobre 2009 | 9 luglio 2009   |
| 25b | Rope-a-Dopes                   | La coppia di wrestler              | 22 ottobre 2009 | 9 luglio 2009   |
| 26a | Help Want-Ed                   | Ed il tuttofare                    | 22 ottobre 2009 | 10 luglio 2009  |
| 26b | Screaming Yee-Bees             | Ed l'insonne                       | 22 ottobre 2009 | 10 luglio 2009  |